# César Fernández García
César Fernández García (Madrid, 22 d'abril de 1967) és un escriptor de literatura infantil i literatura juvenil, guardonat amb diversos premis de l'àmbit, incloent els Premi La Galera (2009) i Ciutat Jaén (2009). Acumula més de trenta títols dirigits a diverses edats, entre novel·les d'intriga, poesia, contes infantils i novel·les de terror. En les seves novel·les es desenvolupa un tema secundari que, a l'ombra d'un argument més evident, va imposant-se a poc a poc. Agrada de combinar dues històries en les seves novel·les: una és l'aparent, una altra és l'amagada que a poc a poc es va desvetllant.

## Títols
- El bibliobús màgic  - Editorial Brief, 2001.[2]
- Bárbara, detective - Editorial Eiunsa, 2002.
- Bárbara y el misterio de Ariadna - Editorial Bruño, 2002.
- Los extraños vecinos del bajo B - Editorial Bruño, 2003.
- La visita del vampiro - Editorial Siruela, 2004.
- Ordenadores con bandera pirata - Editorial Bruño, 2005.
- La màgia del samurai - Editorial Bruixola, 2006.
- No, no y no (Llista d'Honor Premi CCEI) - Editorial Bambú, 2006.
- La camiseta de Óscar - Editorial Bambú, 2006.
- Donde vive el miedo - Editorial Bruño, 2007.
- El e-mail del mal - Editorial Alfaguara, 2007.
- Un hogar para Dog - Editorial Bambú, 2007.
- El rugido de la vida - Editorial Edebé, 2007.
- La oreja de Pompón - Editorial Bruño, 2008.
- Cuatro misterios para Bárbara detective - Editorial Palabra, 2008.
- No digas que estás solo (Llista d'Honor Premi CCEI) - Editorial Bruño, colección Paralelo Cero, 2009.
- Un misterio en mi colegio - Editorial Homolegens, 2009.
- Las sirenas del alma - Editorial Algar, 2009.
- La última bruja de Trasmoz (Premi La Galera 2009) - Editorial La Galera, 2009.
- Ellos (Premi Ciutat Jaén 2009) - Editorial Montena, 2009.
- El desafío de la leyenda - Editorial Brief, 2010.
- El hijo del ladrón - Editorial Bruño, 2010.
- Sácame de aquí - Editorial San Pablo, 2011.
- La isla de la televisión - Editorial Palabra, 2012.
- 16 olímpicos muy, muy importantes - Editorial Bruño, colección Saber Más, 2012.
- Héctor y el colegio embrujado - Editorial Kattigara, colección Fierabrás (Serie Grumetes), 2012.
- 16 dioses y héroes mitológicos muy, muy importantes - Editorial Bruño, colección Saber Más, 2012.
- El mensaje del mal - Editorial Algar, colección Algar Joven, 2012.
- La niebla que te envuelve - Editorial Bruño, colección Paralelo Cero, 2013.
- Bajo control - Editorial Algar, 2014.
- El color de lo invisible - Editorial Palabra, 2014.
- Los Turboskaters: La leyenda del robot asesino - Editorial Bruño, 2021. Escrit amb Casandra Balbás i Bárbara Balbás.
- Los Turboskaters: La leyenda del cementerio de Nigrum - Editorial Bruño, 2021. Escrit amb Casandra Balbás i Bárbara Balbás.
- Los Turboskaters: La leyenda del videojuego Ferno 666 - Editorial Bruño, 2022. Escrit amb Casandra Balbás i Bárbara Balbás.
- Los Turboskaters: El misterio de la feria de Ténebra - Editorial Bruño, 2023. Escrit amb Casandra Balbás i Bárbara Balbás.